# Euctenízids

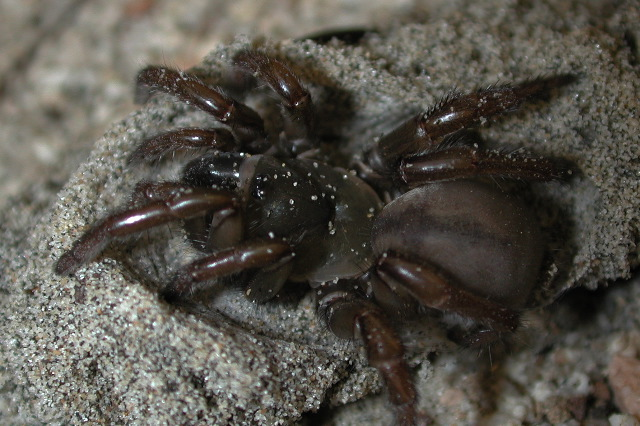
Exemplar d' Aptostichus sp. trobat a la Baja California

Els euctenízids (Euctenizidae) són una família d'aranyes migalomorfes. Fou descrita per primera vegada per R.J. Raven el 1985.
Es troben a Amèrica del Nord i a les Antilles. No es coneixen fòssils d'aquesta família.

## Taxonomia
Existia una subfamília, Euctenizinae, un tipus d'aranyes dels Estats Units i Mèxic, que el 2012 va ser ascendida al rang de família com a Euctenizidae per Bond i Hedin. Actualment, es considera que són més properes als idiòpids (Idiopidae) que als cirtauquènids.
Segons el World Spider Catalog, aquesta família conté 7 gèneres i 76 espècies.
- Apomastus Bond & Opell, 2002 — EUA
- Aptostichus Simon, 1891 — EUA, Mèxic
- Entychides Simon, 1888 — EUA, Mèxic, Guadalupe
- Eucteniza Ausserer, 1875 — Mèxic, EUA
- Myrmekiaphila Atkinson, 1886 — EUA
- Neoapachella Bond & Opell, 2002 - EUA
- Promyrmekiaphila Schenkel, 1950 — EUA